# 음력 3월 26일
음력 3월 26일은 음력 3월의 26번째 날이다.

## 사건
- 1999년 - MBC 본사에서 주조정실 난입 방송사고 발생.
- 2004년 - 헌법재판소가 노무현 대통령 탄핵소추안을 기각하면서 노무현 대통령이 대통령직으로 복귀하였다.

## 탄생
- 1927년 - 대한민국의 방송인, MC 송해.

## 같이 보기
- 음력 360일: 1월 2월 3월 4월 5월 6월 7월 8월 9월 10월 11월 12월
- 전날:3월 25일 다음날:3월 27일 - 전달:2월 26일 다음달:4월 26일
- 양력:3월 26일
- 음력, 윤달